# He Min
He Min (何敏S, Hé MǐnP; Hengyang, 16 agosto 1992) è un tuffatore cinese.

## Palmarès
- Mondiali

Shanghai 2011: argento nella trampolino 1 m.
- Giochi asiatici

Canton 2010: oro nel trampolino 1 metro